# Baruch Placzek

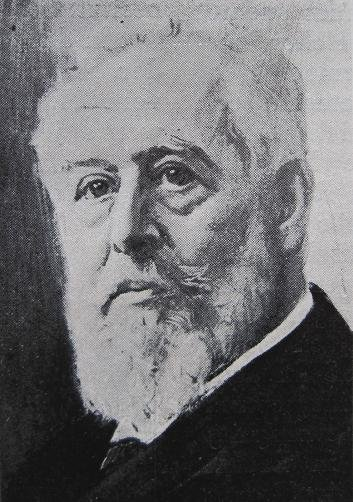
Baruch Placzek (ohne Datum, ohne Urheber)

Baruch Jakob Placzek (geboren als Bernhard Placzek 4. Oktober 1834 in Mährisch Weißkirchen, Kaisertum Österreich; gestorben 17. September 1922 in Brünn) war ein tschechischer Rabbiner.

## Leben
Bernhard Placzeks Vater Abraham Placzek (1799–1884) war Rabbiner und unterrichtete den Sohn im Talmud. Baruch Placzek besuchte das Gymnasium in Mikulov und in Brünn. Er studierte in Wien und Leipzig und wurde 1856 in Leipzig bei Wilhelm Wachsmuth mit einer kulturhistorischen Dissertation promoviert. Er unterrichtete anschließend an jüdischen Gemeindeschulen in Deutschland und gründete eine Bürgerschule in Hamburg. 1861 wurde er als reformorientierter Rabbiner nach Brünn berufen, wo er zunächst als Assistent seines Vaters arbeitete. Im Jahr 1884 wurde er zum Landesrabbiner von Mähren bestellt. Er sorgte dafür, dass nur noch ausgebildete Rabbiner bei den Stellenausschreibungen berücksichtigt wurden. Er förderte die Gründung der Israelitisch-Theologischen Lehranstalt in Wien und wurde ihr Kurator.   
Placzek schrieb Predigten und Reden. Er interessierte sich für die naturwissenschaftlichen Zeitfragen und korrespondierte mit Charles Darwin, dessen Evolutionstheorie er verbreitete. Er war mit Gregor Mendel eng befreundet und hielt naturwissenschaftliche Vorträge im naturforschenden Verein Brünn.  Seine Beiträge erschienen auch in der populärwissenschaftlichen Zeitschrift Kosmos. Unter dem Pseudonym Benno Planek veröffentlichte er Erzählungen und Gedichte. 
Placzek wurde zum Ritter des Franz-Joseph-Ordens ernannt. 
Baruch Placzek war mit einer Tochter des Brünner Fabrikanten Jacob Löw-Beer verheiratet, der Physiker George Placzek (1905–1955) war ein Enkel, der Rabbiner Leo Baeck ein Neffe. 

## Werke (Auswahl)
- Benno Planek: Im Eruw: Gedichte. Herzfeld & Bauer, Wien 1867.
- Die Affen bei den Hebräern und andern Völkern des Alterthums. E. Schweizerbart, Stuttgart 1882.
- Der Vogelsang nach seiner Tendenz und Entwickelung. 1884.
- Wiesel und Katze : ein Beitrag zur Geschichte der Hausthiere. Burkart, Brünn 1888 (Verhandlungen des naturforschenden Vereines in Brünn).
- Benno Planek: Der Takif. Novelle. Brandeis, 1895.
- Vogelschutz, oder Insektenschutz?. Verhandlungen des naturforschenden Vereines in Brünn, 1897.
- Animalische Erreger der „spanischen Grippe“. Ein neuer Erklärungsversuch. Gerolds, Wien 1919.